# Sabarat
Sabarat település Franciaországban, Ariège megyében. Lakosainak száma 377 fő (2022. január 1.). Sabarat Les Bordes-sur-Arize, Castéras, Gabre, Lanoux, Le Mas-d’Azil és Pailhès községekkel határos.

## Népesség
A település népessége az elmúlt években az alábbi módon változott:
| Lakosok száma | 327  | 279  | 304  | 337  | 333  | 327  | 361  | 384  | 391  | 377  |
|               | 1968 | 1982 | 1990 | 2006 | 2013 | 2015 | 2017 | 2019 | 2020 | 2022 |